# Blauw weeskind
Het blauw weeskind (Catocala fraxini) is een grote vlinder uit de familie van de spinneruilen (Erebidae). 

## Kenmerken
De vlinder heeft een spanwijdte van 75 tot 95 millimeter.

## Leefwijze
Rustend imiteren zij de grond, maar als een predator te dichtbij komt vliegen ze op en laten de gekleurde achtervleugels zien. Vaak zorgt dit ervoor dat de 'aanvaller' in verwarring wordt gebracht.

## Verspreiding en leefgebied
De vlinder komt voor in Noord- en  Midden-Europa en Noord- en Oost-Azië. In Nederland komt de soort slechts zeldzaam voor als dwaalgast. De vliegtijd loopt van juli tot en met september. 

## Rups en zijn waardplanten
Waardplanten komen uit de geslachten populier, eik en es.